# Куарежма, Лекабела
Лекабела Диаш да Фонсека Куарежма (порт. Lecabela Dias da Fonseca Quaresma; род. 26 декабря 1989 в Агуа-Гранде) — португальская легкоатлетка, до 2012 года представлявшая Сан-Томе и Принсипи. Участница Олимпийских игр.

## Карьера
В 2005 году Куарежма начала спортивную карьеру в качестве метательницы диска, потом переквалифицировалась в бег на средние дистанции и в прыжки.
В 2009 году в составе сборной Сан-Томе и Принсипи завоевала бронзу на играх лузофонов в эстафете 4×400 метров. Там же стала четвёртой в тройном прыжке.
В 2012 году Куарежма приняла участие в лондонских Играх. На церемонии открытия она была знаменосцем сборной Сан-Томе и Принсипи. В спортивной программе Олимпиады Куарежма участвовала только в беге на 100 метров с барьерами. В своём забеге она показала слабейшее время 14,56 и завершила выступления уже после первого раунда.
После Олимпиады Лекабела Куарежма сменила спортивное гражданство, перейдя в сборную Португалии. В её составе она в 2014 году завоевала бронзу в семиборье на Иберо-Американских играх.